# Cymbidium erythraeum
Cymbidium erythraeum là một loài thực vật thuộc họ Lan.